# Dolina Orhona
Dolina reke Orhon je kulturna krajina (mongolsko: Орхоны хөндийн соёлын дурсгал) ob bregovih reke Orhon in narodni park v osrednji Mongoliji, približno 320 km zahodno od glavnega mesta Ulan Bator. Vpisana je na Unescov seznam svetovne kulturne dediščine, ki predstavlja razvoj nomadske pastoralne tradicije in sega več kot dve tisočletji v zgodovino.

## Pomembni poudarki
Dolga stoletja je bila dolina reke Orhon sedež cesarske moči v stepah. Prvi dokaz prihaja iz kamnite stele z runskimi napisi, ki jo je v dolini postavil Bilge Kan, vladar imperija Göktürk iz 8. stoletja. Njegov Ördü ali nomadsko glavno mesto je ležalo približno 25 kilometrov severno od stele, v senci svete gozdne gore Ötüken. V času prevlade ljudstva Kidan, je vladar Kidanov stelo prepisal s svojimi dejanji v treh jezikih.
Gore so bile obravnavane kot svete v Tengrizmu ali kot Axis mundi. Še posebej sveta je bila Ötüken, ker so tukaj prebivali duhovi prednikov kaganov in beys. Poleg tega so za silo, imenovano qut verjeli, da izvira iz te gore in da je podelila kaganom božansko pravico, da se izrečejo za turško pleme. Kdor je nadziral dolino, je bil od nebes imenovan vodja Turkov in zbora plemen. Nadzor nad dolino reke Orhon je bil izjemnega strateškega pomena za vsako turško državo. Zgodovinsko gledano, se je bilo prav zato vsako turško glavno mesto (Ördü) tu. Tam naj bi bilo veliko obzidanih hiš, vendar zdaj ni nobenih ostankov.

## Zanimivosti
1. Orhonski napisi so turška spominska obeležja Bilge Kana in Kul Tigina iz 8. st., najbolj impresivni spomeniki iz nomadskega imperija Göktürkov. Odkril jih je ruski arheolog leta 1889, dešifriral pa Vilhelm Thomsen leta 1893.
2. Ruševine Khar Balgas, središče Ujgurskega imperija iz 8. stoletja, ki obsega 50 km2 in vsebuje palače, trgovine, templje, samostane, itd.
3. Ruševine Džingiskanovega glavnega mesta Karakoruma, ki bi lahko vseboval slovito palačo Xanadu.
4. Samostan Erdene Zuu je prvi budistični samostan ustanovljen v Mongoliji. Delno ga je uničila komunistična oblast v letih 1937-40.
5. Tujkhun ermitaža je še en spektakularen samostan, ki leži na razglednem hribu na nadmorski višini 2600 m. V času komunizma je bil popolnoma uničen.
6. Ostanki mongolske palače na hribu Doit iz 13. in 14.  stoletja; menijo, da je bila rezidenca Ögedej Kana.

Pjotr Kuzmich Kozlov je izkopal več hunskih cesarskih grobnic v območju doline reke.

## Slap Ulaan Cutgalan
Reka Orhon (mongolsko Орхон гол, latinizirano: Orhon gol) izvira v gorovju Hangaj, v okrožju (ajmag) Arhangaj in teče proti severu v dolžini 1124 km, ko se izlije v reko Selenge, ki teče naprej proti severu v Rusijo in Bajkalsko jezero. Orhon je daljši od Selenge in je najdaljša reka v Mongoliji. Večja pritoka reke Orhon sta Tuul in Tamir.
Na reki Orhon je tudi slap Ulaan Cutgalan, deset metrov širok in visok okrog dvajset metrov. Slap je priljubljena destinacija za oglede turistov. Ribe v reki Orhon so ščuka, krap, ostriž, sibirski sulec in som.